# Gladiolus watsonius
Gladiolus watsonius  es una especie de gladiolo que se encuentra en las laderas de granito en la provincia Occidental del Cabo, Sudáfrica.

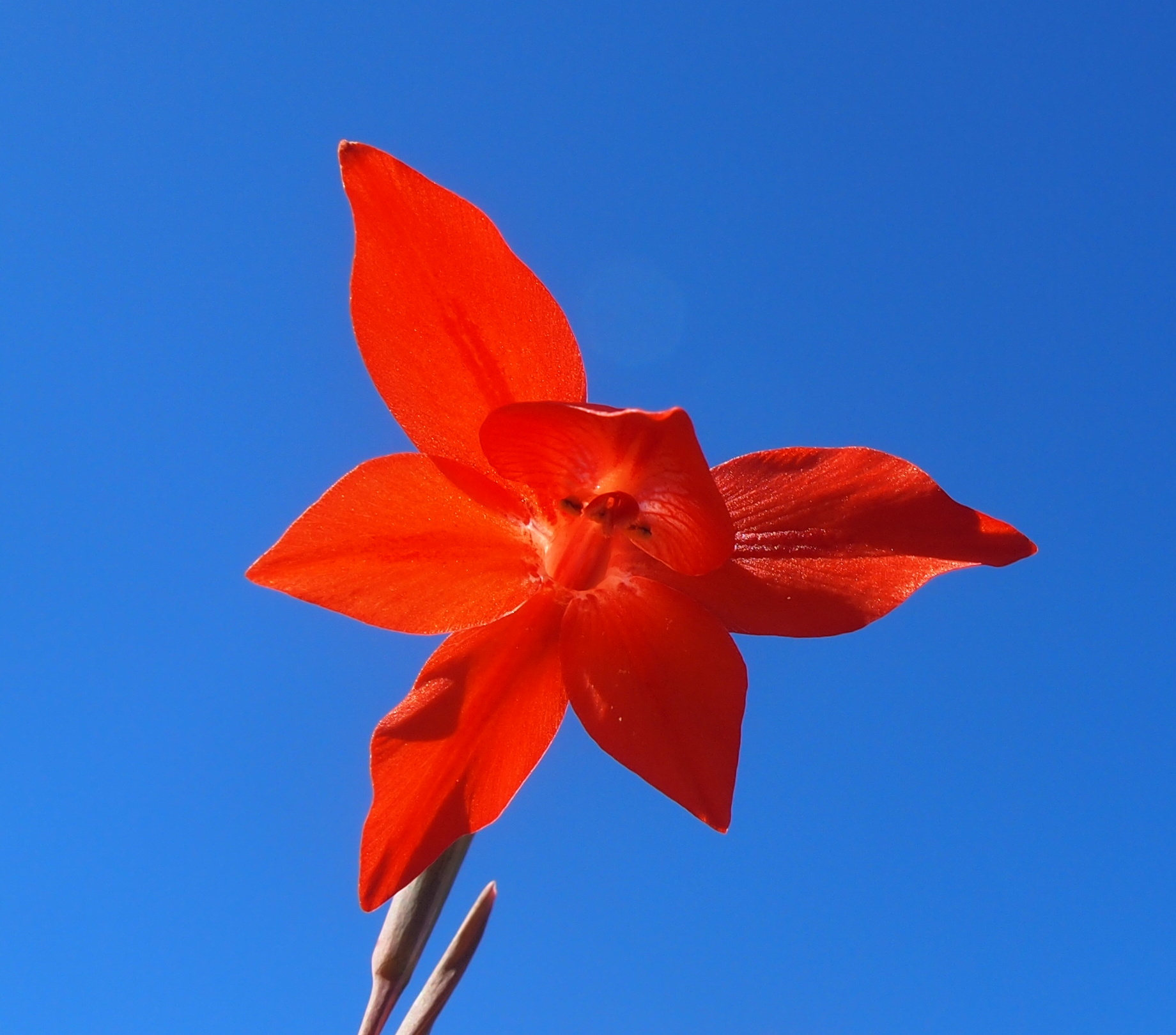
Detalle de la flor

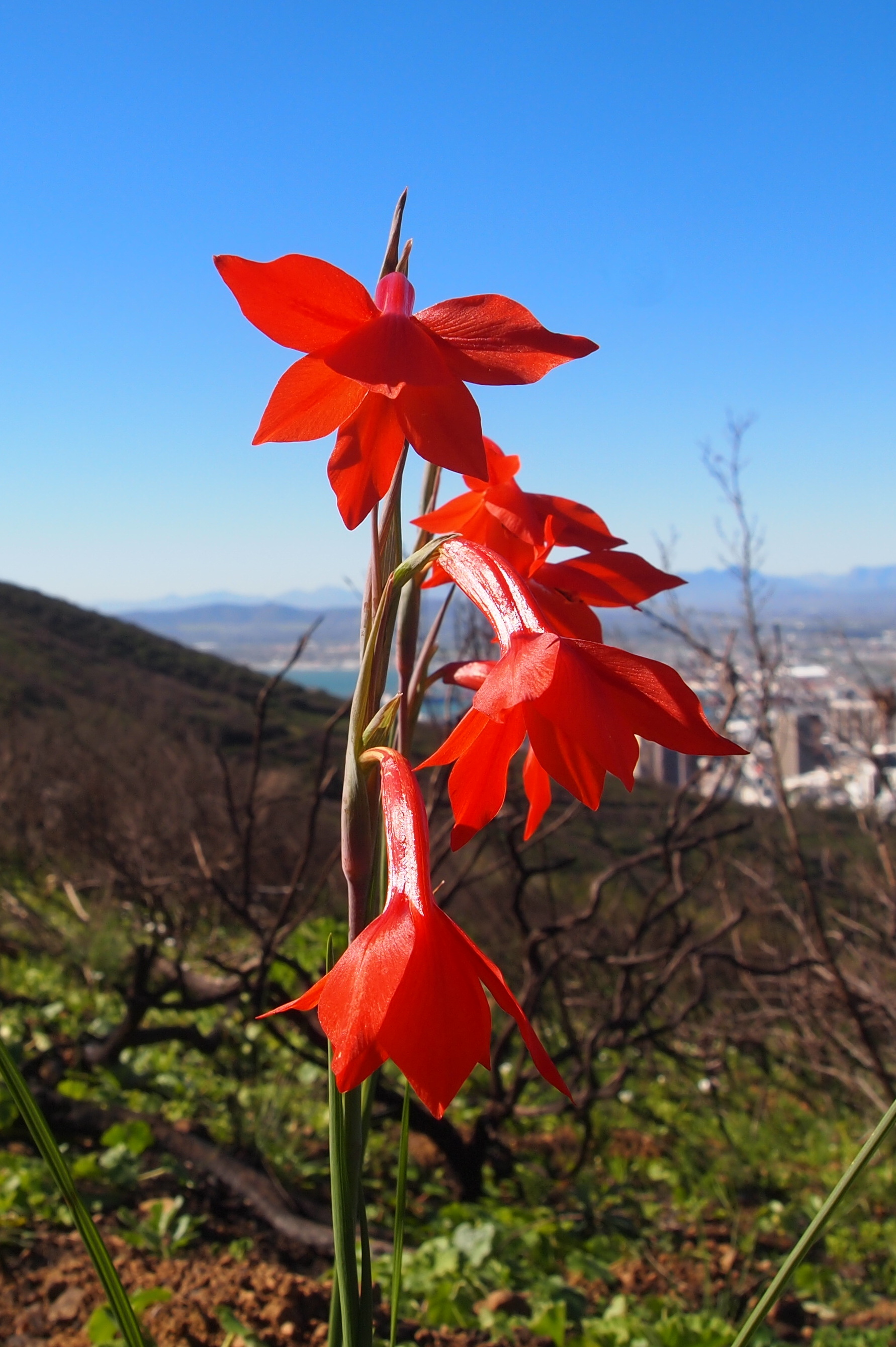
Inflorescencia

## Descripción
Gladiolus watsonius, es una planta herbácea perennifolia, geofita que alcanza un tamaño de 0.3 - 0.5 m de altura y se encuentra a una altitud de 61 - 610 metros en Sudáfrica.

## Taxonomía
Gladiolus watsonius fue descrita por Carl Peter Thunberg y publicado en D. D. Gladiolus, quam dissertatione botanica 167. 1784.
Etimología
Gladiolus: nombre genérico que se atribuye a Plinio y hace referencia, por un lado, a la forma de las hojas de estas plantas, similares a la espada romana denominada "gladius". Por otro lado, también se refiere al hecho de que en la época de los romanos la flor del gladiolo se entregaba a los gladiadores que triunfaban en la batalla; por eso, la flor es el símbolo de la victoria.
watsonius: epíteto
Sinonimia
- Antholyza acuminata N.E.Br.
- Antholyza gawleri (Baker) L.Bolus
- Antholyza watsonius (Thunb.) L.Bolus
- Gladiolus gawleri (Baker) Klatt
- Gladiolus praecox Andrews
- Gladiolus recurvus Houtt.
- Gladiolus watsonius var. maculosus M.P.de Vos & Goldblatt
- Homoglossum acuminatum (N.E.Br.) N.E.Br.
- Homoglossum flexicaule N.E.Br.
- Homoglossum gawleri (L.Bolus) N.E.Br.
- Homoglossum praecox (Andrews) Salisb.
- Homoglossum revolutum var. gawleri Baker
- Homoglossum watsonium (Thunb.) N.E.Br.
- Watsonia praecox (Andrews) Pers.
- Watsonia revoluta Pers.[6][7]